# 아시아 퍼시픽 항공
아시아 퍼시픽 항공(영어: Asia Pacific Airlines)은 미국의 화물 항공사로 본사는 미국 괌 타무닝에 위치해 있으며 1998년에 설립했다. 허브 공항으로 앤토니오 B. 원 팻 국제공항, 호놀룰루 국제공항이 있다.

## 역사
항공사는 1998년 6월 5일에 에어 미크로네시아에 의해 설립되어 1999년 6월 3일에 취항을 시작했다. 또한 이 회사는 탄 홀딩스 주식회사와 제휴하고 있다.

## 보유 기종
- 2020년 1월 기준으로 다음과 같이 보유하고 있다.[1][2]

### 현재 보유중인 기종
- 보잉 757-200PCF 3대

### 퇴역 기종
- 보잉 727-200F 2대
- 보잉 727-200F 슈퍼 27 1대

## 같이 보기
- 미국의 항공사 목록